# القانون القوطي الغربي

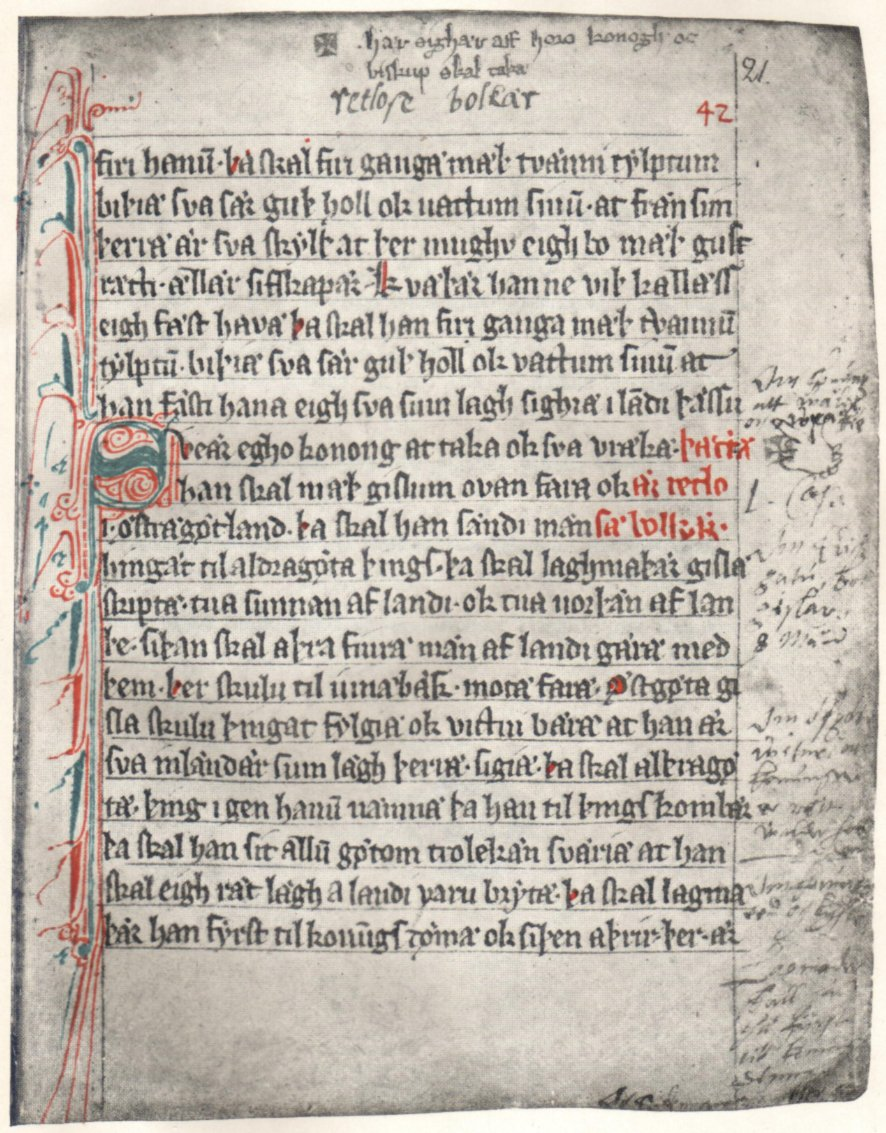
صفحةٌ من القانون القوطي الغربي القديم (Äldre Västgötalagen) الذي يرجع إلى القرن الثالث عشر.

القانون القوطي الغربي أو قانون القوط الغربيين (بالسويدية: Västgötalagen) هو أقدم نص سويدي مكتوب بالحروف اللاتينية وأقدم قوانين الأقاليم السويدية. تمت كتابته في أوائل القرن الثالث عشر، ربما على الأقل جزئياً بتحريض من إسكيل ماغنوسون ويُعرف بأنه كان مدونة القانون الذي استخدم في إقليم/محافظة فستريوتلاند (أرض القوط الغربية) خلال النصف الأخير من ذلك القرن. أقدم نص كامل يرجع تاريخه إلى سنة 1281. يرجع تاريخ أجزاء صغيرة من نص قديم إلى سنة 1250.
تُوجد هذه المدونة الشرعية في نسختين، النص الأكبر (الأقدم) (Äldre Västgötalagen) والنص الأصغر (الأحدث) (Yngre Västgötalagen) على الترتيب. نُشرت أول طبعة في العصر الحديث على أيدي هانز صموئيل كولن (Hans Samuel Collin) وكارل يوهان شيلتر (Carl Johan Schylter) في 1827 (والتي جعلت النص أقدم شجرة تسلسل أنساب معروفة)، ونسخة جديدة ليوستا هولم (Gösta Holm) في 1976.
أضيفت قائمةٌ معاصرة للملوك السويديين المسيحيين كملحقٍ للمخطوط الأقدم للقانون القوطي الأكبر، كان قد كتبها قساً يُدعى لورينتيوس (Laurentius) في فيدوم (Vedum) (نفس المحافظة) حوالي 1325. يبدأ بأولوف سكوتكونونغ وينتهي بيوهان سفيركسون.